# Cửa hàng bên trong cửa hàng

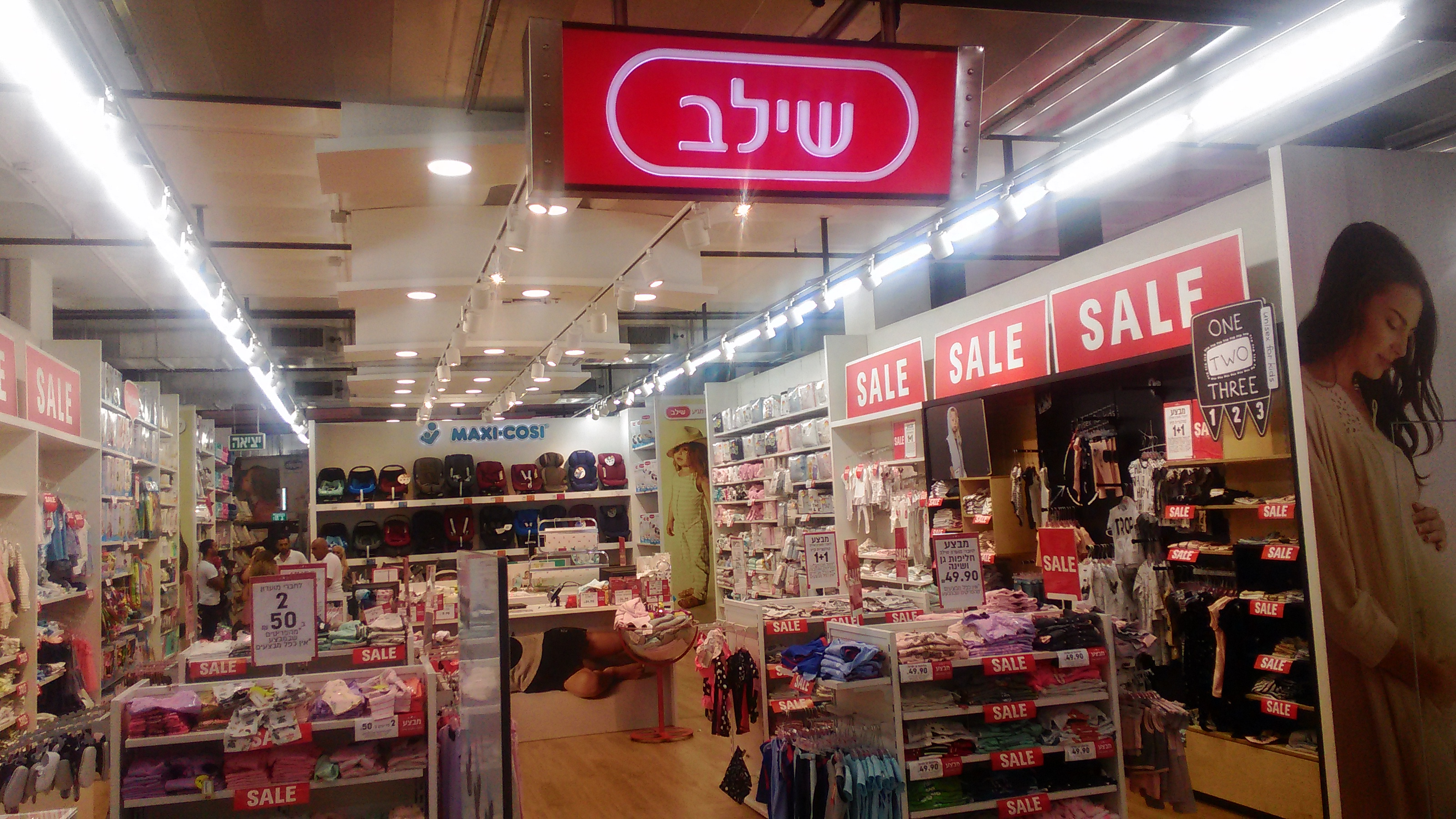
Cửa hàng thiết bị trẻ em trong một cửa hàng ở Israel

Cửa hàng trong một cửa hàng là một thỏa thuận trong đó một nhà bán lẻ thuê một phần không gian bán lẻ được sử dụng bởi một công ty khác để điều hành một cửa hàng độc lập khác.